# Chełchy (jezioro)
Chełchy (inne nazwy: Jezioro Chełskie, Dunajek lub Kiełki) – jezioro w Polsce w województwie warmińsko-mazurskim, w powiecie oleckim, w gminie Świętajno.

## Położenie
Jezioro leży na Pojezierzu Mazurskim, w mezoregionie Pojezierza Ełckiego, w dorzeczu Połomka–Ełk–Biebrza–Narew–Wisła. Znajduje się około 12 km w kierunku zachodnim od Olecka. W okolicach brzegów położone są miejscowości: Chełchy, na północy i Dunajek, na południu. Do jeziora wpada od północy i wypływa na południu ciek o nazwie Dopływ z jez. Mulistego. W najbliższym otoczeniu znajdują się pola, pastwiska i łąki.
Jezioro leży na terenie obwodu rybackiego jeziora Kiełki w zlewni rzeki Ełk – nr 9.

## Morfometria
Według danych Instytutu Rybactwa Śródlądowego powierzchnia zwierciadła wody jeziora wynosi 21,5 ha. Średnia głębokość zbiornika wodnego to 3,5 m, a maksymalna – 5,9 m. Lustro wody znajduje się na wysokości 135,2 m n.p.m. Objętość jeziora wynosi 753,2 tys. m³. Maksymalna długość jeziora to 1150 m a szerokość 300 m. Długość linii brzegowej wynosi 2 700 m.
Inne dane uzyskano natomiast poprzez planimetrię jeziora na mapach w skali 1:50 000 według Państwowego Układu Współrzędnych 1965, zgodnie z poziomem odniesienia Kronsztadt. Otrzymana w ten sposób powierzchnia zbiornika wodnego to 22,5 ha, a wysokość bezwzględna lustra wody – 134,9 m n.p.m.

## Przyroda
Wśród żyjących tu ryb przeważają płocie, szczupaki, leszcze i liny. Występują łąki podwodne na około 1/3 powierzchni dna – dominują moczarka, rdestnica przeszyta i rdestnica połyskująca. Wokół brzegów dominuje sitowie, ale spotkać można także trzcinę i pałki.